# BAD COMMUNICATION
『BAD COMMUNICATION』（バッド・コミュニケーション）は、日本の音楽ユニット、B'zの1枚目のミニ・アルバム。1989年10月21日にBMGビクターより発売された。このアルバムは、BMGルームス（現:VERMILLION RECORDS）の設立後も、発売権はソニー・ミュージックダイレクトのGT musicに残された。

## 概要
キャッチフレーズは「エンドレスで、かまわない。止めるまで、DANCE空間。DANCE ORIENTED SPECIAL」。
本作からディスクレーベルが専用デザインになった。初回盤のみCDケースを入れる紙製の箱が付いており、外からCDのレーベル面が見えるようになっているため、CDケースの中にある紙が入っていない。また、このケースの裏ジャケット（ディスクトレイとケースの間の紙）は収録曲が表記されている物と表記されていない物が存在する。
同時発売のカセットテープ版には、表題曲「BAD COMMUNICATION」のオリジナル・カラオケが収録されている。また、発売時に同時に製作されたプロモーション用の7インチ盤（レコード）には日本語ショートバージョンと英語ショートバージョンが、ディスコ配布用の12インチ盤（レコード）には英語ロングバージョンとオリジナル・カラオケが収録されている。12インチ盤のレーベルには「Words&music:B'z」と記載されており、ジャケット裏面のクレジットが全て外国人（要はデタラメ）の表記となっている。
1枚目、2枚目のオリジナル・アルバムがヒットせず、松本は本作について「3枚目のアルバムに繋げる意味合いで実験的に制作した」とコメントしている。また、アレンジャーの明石昌夫によれば、当時のレコード会社の担当者から「セールスは度外視してやりたいことをやってください」といわれたことが制作のきっかけとなっている。
非公式ベスト・アルバム『Flash Back -B'z Early Special Titles-』には、全ての曲が収録されている。
2021年5月21日、サブスクリプションサービスにて全曲解禁に伴い、iTunesでも本作が配信された。

## 記録
本作は、公式には『ミニ・アルバム』としているが、日本レコード協会では曲数の少なさからシングルとして扱われており、日本レコード協会調べにおいては12cmシングル（マキシシングル）で初のミリオンセラーとなった。
オリコンアルバムチャートでは初登場15位、最高位12位（1991年1月28日付）であり、100位以内に163週（1989年10月30日付〜1993年9月20日付。その期間中、9回にわたって100位圏外へ落ちている）チャートインしている。1992年3月9日付においてオリコンでの累計100万枚突破を達成している。ちなみにオリコンアルバムチャートにおいて、10位以内に一度も入らずにミリオンヒットを達成した作品は本作と『Kind of Love』（Mr.Children）のみ。
ちなみに、本作から『FRIENDS II』までのミニ・アルバムは、全てミリオンセラーとなっている。

## 収録曲
| 全作詞: 稲葉浩志、全作曲: 松本孝弘、全編曲: 松本孝弘・明石昌夫。 |                                                                     |          |            |      |
| #                                                                | タイトル                                                            | 作詞     | 作曲・編曲 | 時間 |
| 1.                                                               | 「BAD COMMUNICATION」                                               | 稲葉浩志 | 松本孝弘   | 7:25 |
| 2.                                                               | 「OUT OF THE RAIN -OFF THE LOCK STYLE-」                            | 稲葉浩志 | 松本孝弘   | 7:41 |
| 3.                                                               | 「DA・KA・RA・SO・NO・TE・O・HA・NA・SHI・TE -OFF THE LOCK STYLE-」 | 稲葉浩志 | 松本孝弘   | 7:14 |
| 合計時間:                                                        | 合計時間:                                                           | 22:20    |            |      |

## 楽曲解説
1. BAD COMMUNICATION
  - 本作の表題曲であるロック・ダンスビート曲で、トイレを流す音や紙を破る音など様々な音をサンプリングしている[9]。
  - 稲葉は、曲名について「半端じゃない、生半可じゃないコミュニケーションと言う意味で使いたかった。」と語り、詞の内容については「歌詞はありがたくない表現で書いている。それを聞いて反対に『あぁ、やっぱりコミュニケーションって必要なんだ』と思ってくれると嬉しい。」と語っている[10]。
  - 富士通「FM TOWNS」CMソングとして使用された[11]。また、本曲がきっかけでフジテレビ系の音楽番組『夜のヒットスタジオ』に出演し、これがB'zとしてのテレビ番組初出演となった[12]。
  - 本曲のギターリフはレッド・ツェッペリンの「トランプルド・アンダーフット」と酷似しているため盗作との指摘があり、その酷似性と知名度からB'zの盗作疑惑において代表的な存在とされている[13][14][15]。
  - ライブでは多く演奏されているが、その際は原曲とは大幅に異なるハードロック風にアレンジされている（詳細は後述を参照）。
2. OUT OF THE RAIN -OFF THE LOCK STYLE-
  - 1stアルバム『B'z』収録の「君を今抱きたい」の全英詞アレンジバージョン。演奏時間は7分41秒で、現時点でのB'zの全曲中で最長となっている。
3. DA・KA・RA・SO・NO・TE・O・HA・NA・SHI・TE -OFF THE LOCK STYLE-
  - 1stシングル「だからその手を離して」の全英詞アレンジバージョン。前曲とは異なり、「だからその手を離して」という言葉が歌詞やタイトルにそのまま使われている。
4. BAD COMMUNICATION オリジナルカラオケ ※カセットテープ版にのみ収録
  - 表題曲のカラオケ・トラック。なお、B'zは基本的に『B'z TV Style SONGLESS VERSION』と『B'z TV STYLE II Songless Version』以外では、『love me, I love you』までのシングル・カセットテープにしかカラオケバージョンを収録していない[注釈 3]。

## 「BAD COMMUNICATION」のバージョン違い
BAD COMMUNICATION (JAPANESE SHORT VERSION)
7インチ盤にのみ収録。日本語バージョンを短くしたバージョン。CD作品には未収録となっている。
Bad Communication E.Style
12インチ盤と、2ndミニ・アルバム『WICKED BEAT』に収録の全英詞バージョン。アレンジは原曲とほぼ変わらないが、全体的に音がやや重くなり、稲葉のボーカルにも厚みが出ている。
7インチ盤、ベスト・アルバム『B'z The Best "Pleasure"』、韓国限定発売のミニ・アルバム『DEVIL』には、ショートバージョンで収録された。
BAD COMMUNICATION (000-18)
8thアルバム『LOOSE』収録。アコースティックブルース調になっており、3番の歌詞がカットされている。
BAD COMMUNICATION -ULTRA Pleasure Style-
ベスト・アルバム『B'z The Best "ULTRA Pleasure"』収録。原曲の打ち込みだった部分の多くが生音になり、ハードロック調にアレンジされている。一部カットされている箇所があり、演奏時間は原曲より約1分短い。

## タイアップ
- 富士通「FM TOWNS」CMソング（#1）

## 参加ミュージシャン
- 松本孝弘:ギター、全曲作曲・編曲
- 稲葉浩志:ボーカル、全曲作詞
- 明石昌夫:全曲編曲
- IKKIES:コーラス
- エイミー:ボイス

## ライブ映像作品
BAD COMMUNICATION
- JUST ANOTHER LIFE
- "BUZZ!!" THE MOVIE
- once upon a time in 横浜 〜B'z LIVE GYM'99 "Brotherhood"〜
- Typhoon No.15 〜B'z LIVE-GYM The Final Pleasure "IT'S SHOWTIME!!" in 渚園〜
- B'z LIVE-GYM 2006 "MONSTER'S GARAGE"
- B'z The Best "ULTRA Pleasure"（特典DVD）
- B'z LIVE-GYM Pleasure 2008 -GLORY DAYS-
- B'z LIVE-GYM Pleasure 2013 ENDLESS SUMMER -XXV BEST-
- B'z LIVE-GYM Pleasure 2018 -HINOTORI-
- B'z LIVE-GYM Pleasure 2023 -STARS-